# گریسون آلن
گریسون آلن (انگلیسی: Grayson Allen؛ زادهٔ ۸ اکتبر ۱۹۹۵) بازیکن بسکتبال اهل ایالات متحده آمریکا است.
از باشگاه‌هایی که در آن بازی کرده‌است می‌توان به تیم بسکتبال دوک بلو دویلز و یوتا جاز اشاره کرد.